# Devínská brána
Devínská brána (bývalý název Porta Hungarica) je průlomový úsek (soutěska) údolí veletoku Dunaj na hranici Slovenska a Rakouska v Karpatech. V širším smyslu začíná už pod Bratislavským hradem (pak je dlouhý 11,5 km a široký 2,2 – 7,2 km), v užším smyslu až pod Devínským hradem. Končí vrchem Hundsheimer Berg na pravém břehu Dunaje v Rakousku. Na Slovensku patří do geomorfologického celku Malých Karpat. Vznikla v pleistocénu.

## Soutok řek Morava a Dunaj
Významným místem Děvínské brány je soutok Moravy a Dunaje.

## Další informace
Podstatnou část krystalického jádra tvoří granitové masivy, které stářím patří do karbonu. Z období druhohor se vyskytují vápence a dolomity. Neogenní sedimenty jsou zastoupeny slepenci, štěrky, písky a pískovci, jíly, šlíry, vápenci a podobně.
Území bylo osídleno již od pravěku a byly zde vybudovány čtyři hrady: Hainburský hrad, Röthelstein, Devínský hrad a Bratislavský hrad.